# K-278 Komsomolec
K-278 Komsomolec – radziecki myśliwski okręt podwodny z napędem jądrowym projektu 685 (kryptonim Pławnik, oznaczenie NATO: Mike), jedyny ukończony okręt tego typu, przyjęty do służby we Flocie Północnej Związku Radzieckiego w 1984 roku. Podczas powrotu z patrolu na Atlantyku zatonął w wyniku pożaru 7 kwietnia 1989 roku  na Morzu Norweskim. W efekcie katastrofy śmierć poniosło 39 członków załogi. W związku z wciąż pozostającą we wraku okrętu bronią jądrową poddawaną działaniu czynników środowiskowych, spoczywająca na głębokości 1685 metrów jednostka budzi zaniepokojenie o możliwe w przyszłości skażenie środowiska naturalnego.

## Konstrukcja i budowa
Okręt podwodny K-278 „Komsomolec” należał do generacji „2,5” bądź też „2+” radzieckich myśliwskich okrętów podwodnych z napędem jądrowym. Chociaż w latach 60. XX wieku biurami konstrukcyjnymi odpowiedzialnymi za projekty radzieckich okrętów SSN były CKB-112 (Lazurit) i SKB-143 (Malachit), biuro konstrukcyjne CKB-18 (Rubin) zdołało przekonać flotę o potrzebie opracowania zaawansowanego okrętu bojowego celem rozwoju nowych technologii. Przedwstępne założenia okrętu podwodnego o głębokości działania 1000 m zostały opracowane z własnej inicjatywy biura pod kierunkiem N.A. Klimowa w marcu 1964 roku. W sierpniu tego roku władze ZSRR zatwierdziły sporządzenie projektu przedwstępnego okrętu projektu 685, który w 1966 roku otrzymał także kryptonim Pławnik (pol. płetwa). Projekt wstępny powstał w lipcu 1968 roku. Program rozwojowy projektu 685, który w kodzie NATO został później nazwany typem Mike, był początkowo kierowany przez N.A. Klimowa, a po jego śmierci w 1977 roku przez Jurija Kormilicyna. Projekt techniczny zatwierdzono w październiku 1972 roku, a według pierwotnych planów zakładano gotowość okrętu do prób w 1976 roku. Prace przebiegały jednak wolno; przygotowania do budowy rozpoczęto już w 1969 roku, lecz hamowały je trudności materiałowe. Duży okręt miał mieć kadłub z tytanu, którego użycie miało prowadzić do redukcji wagi okrętu oraz zwiększenia głębokości testowej. W założeniach okręt miał być zdolny do bezpiecznego zanurzenia na głębokość 1000 metrów – większą niż w przypadku jakiegokolwiek innego okrętu na świecie. Przypuszczalna głębokość zgniecenia kadłuba okrętu wynosiła 1500 metrów.
Składający się z siedmiu sekcji dwukadłubowy korpus okrętu o długości 118,4 metra i szerokości 11,1 metra wypierał 5680 ton wody w położeniu nawodnym oraz 8500 ton pod wodą. Zanurzenie nawodne jednostki wynosiło 7,4 metra. Okręt zasilany był energią cieplną generowaną przez jedną siłownię nuklearną z reaktorem wodno-ciśnieniowym OK-650b-3 o mocy cieplnej 190 MW zapewniającym parę dla dwóch turbin o mocy 50 000 koni mechanicznych, za pośrednictwem jednego wału napędowego napędzającego dwie czteropłatowe śruby. Niektóre źródła informują, że okręt wyposażony był w jedną śrubę siedmiopłatową, jednak ta informacja jest błędna – taka konfiguracja napędu była zamierzona dopiero na lata 90., w ramach przyszłej modernizacji jednostki. Tak skonfigurowany układ napędowy zapewniał jednostce możliwość pływania nawodnego prędkością do 14 węzłów, pod wodą zaś maksymalna prędkość okrętu wynosiła nie mniej niż 30 węzłów.
Kiosk okrętu mieścił kapsułę ratunkową, a przy zbiornikach balastowych okrętu zainstalowano generatory gazu na paliwo stałe, służące do szybkiego awaryjnego wynurzania okrętu. Mimo przeznaczenia jednostki w pierwszym rzędzie do prac badawczo-rozwojowych był to okręt w pełni bojowy – w dziobie jednostki umieszczono sześć wyrzutni torpedowych kalibru 533 milimetrów. Wyposażenie bojowe okrętu stanowić miały 22 pociski: 10 pocisków manewrujących 3M10 Granat, dwie rakietotorpedy RPK-6 Wodopad (okazjonalnie, zamiennie z dwoma pociskami Granat), dwie torpedy WA-111 Szkwał z głowicami jądrowymi oraz 10 torped SAET-60M lub SET-65.
Do dziś nie zostały opublikowane szczegóły dwunastu systemów specjalnego i eksperymentalnego wyposażenia okrętu, jednostka była jednak wyposażona w zaawansowany sonar. Jak wszystkie ówczesne radzieckie okręty podwodne projekt 685 był w wysokim stopniu zautomatyzowany. Zaaprobowana przez radzieckie Ministerstwo Obrony w 1982 roku tablica załogi nowego okrętu przewidywała załogę składająca się z zaledwie 52 osób. W późniejszym czasie marynarka zwiększyła jednak wielkość załogi do 64 osób – 30 oficerów, 34 podoficerów i marynarzy. Jakkolwiek według zachodnich standardów wciąż była to mała załoga, zmiana ta stanowiła odejście od projektu opracowanego przez konstruktorów okrętu.
Budowę okrętu rozpoczęto faktycznie w 1973 roku w stoczni SMP (poprzednio zakład nr 402, późniejszy Siewmasz) w Siewierodwińsku, pod numerem budowy 510. Z powodu eksperymentalnych systemów budowa jednak przedłużała się. 16 marca 1976 roku wpisano go na listę floty, a 22 kwietnia 1978 roku oficjalnie położono stępkę okrętu, kiedy budowa była już zaawansowana w ok. 10%. Okręt został zwodowany 9 maja 1983 roku, w lipcu i sierpniu tego roku przeprowadzono testy stoczniowe jednostki zakończone 30 sierpnia podniesieniem bandery. Przeprowadzane następnie testy morskie zakończono 30 listopada 1983 roku, 28 grudnia natomiast podpisano akt przejęcia jednostki od stoczni, przez co (w myśl radzieckich procedur) okręt uzyskał status jednostki operacyjnej. 18 stycznia 1984 roku K-278 wszedł w skład 6 Dywizji Okrętów Podwodnych, 1. Flotylli Podwodnej Floty Północnej, w grudniu 1984 roku natomiast oficjalnie wszedł do służby we Flocie Północnej.

## Służba operacyjna

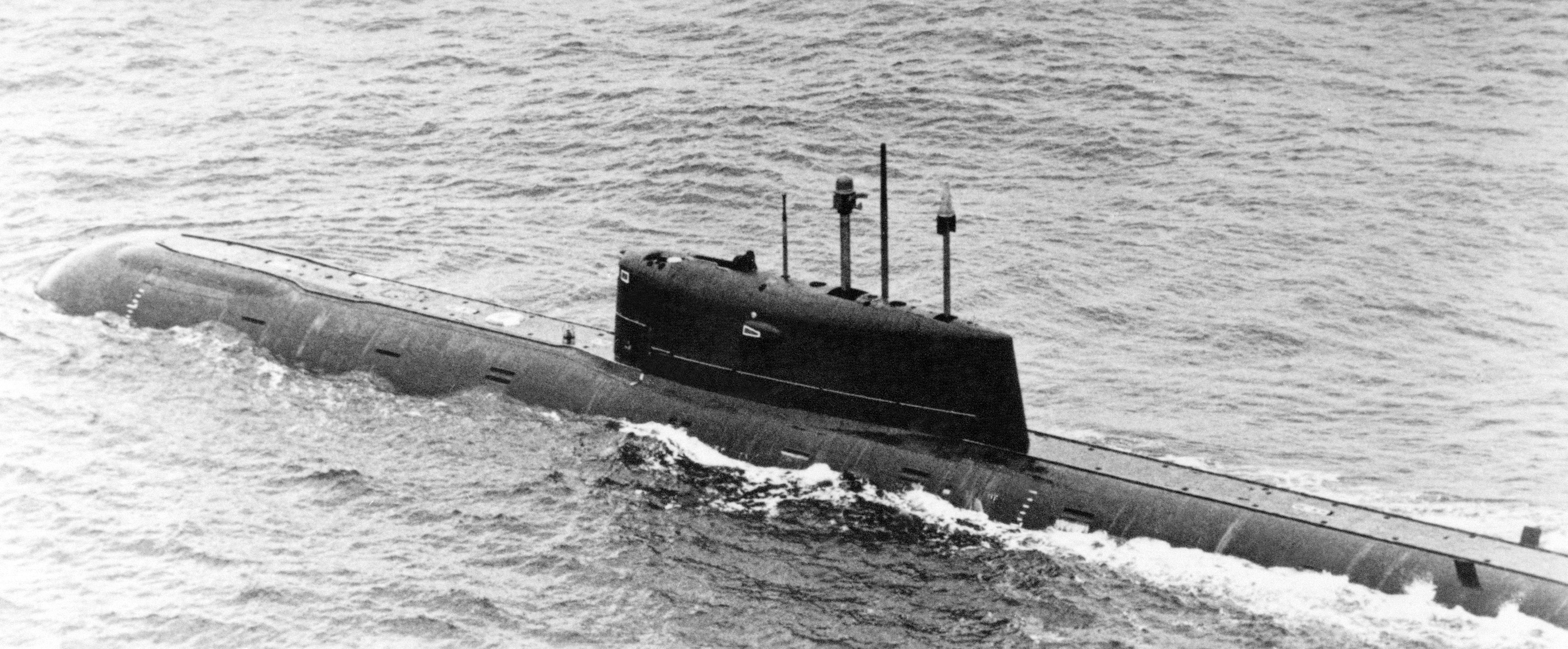
K-278 1 stycznia 1986 roku

Portem macierzystym K-278 była baza Zapadnaja Lica na Półwyspie Kolskim kilkadziesiąt kilometrów od granicy z Norwegią. 5 sierpnia 1985 roku okręt z sukcesem zanurzył się na głębokość 1000 metrów. W październiku 1988 roku K-278 otrzymał nazwę „Komsomolec”, w tym też czasie prowadził zakrojone na szeroką skalę testy i brał udział w pracach rozwojowych. Biuro Rubin kilkakrotnie sugerowało budowę kolejnych jednostek projektu 685, jednak mimo poparcia Floty Północnej, propozycje te nie były akceptowane.

### Pożar
28 lutego 1989 roku druga załoga „Komsomolca”, pod dowództwem kapitana 1 rangi (komandora) Jewgienija Wanina, wyszła okrętem na patrol operacyjny w wodach Północnego Atlantyku. W odróżnieniu od pierwszej załogi, która pływała okrętem przez cztery lata, druga załoga nie posiadała doświadczenia w operowaniu okrętem, nie posiadała niezbędnych umiejętności, była też źle zorganizowana – na przykład nie prowadziła kontroli uszkodzeń, niezbędnej dla okrętów bojowych. „Komsomolec” spędził na patrolu 39 dni, w jego magazynach amunicji oprócz konwencjonalnego uzbrojenia znajdowały się wtedy także dwie torpedy z głowicami nuklearnymi. 7 kwietnia 1989 roku, gdy okręt znajdował się na Morzu Norweskim w drodze powrotnej do bazy na Półwyspie Kolskim, na głębokości 385 metrów doszło do pożaru w siódmym przedziale. Płomienie wypaliły m.in. znajdujące się w przedziale zawory sprężonego powietrza głównych zbiorników balastowych, w związku z czym duża ilość dodatkowego powietrza pod ciśnieniem podsyciła pożar. Na rozżarzone powierzchnie trysnął też olej, którego pochodzenie nie jest jasne. Zawiodła próba wypełnienia przedziału freonem, co miało na celu zduszenie ognia, a pożar zasilany wciąż sprężonym powietrzem oraz olejami spowodował, że temperatura w przedziale sięgnęła 800–900 °C. Sytuacja okrętu stała się krytyczna, gdy mimo zamkniętych grodzi wodoszczelnych pożar przedostał się trakcjami przewodów do przedziału numer 6 okrętu. Pożar wyrwał się wówczas całkowicie spod kontroli i stało się oczywiste, że nie uda się go opanować. Zatrzymane zostały wówczas generatory turbinowe, a zautomatyzowany system ochrony reaktora przed przeciążeniem wyłączył go, w związku z czym jednostka została pozbawiona podstawowego źródła zasilania w energię.
Pozbawiony mocy „Komsomolec”, znajdujący się w tym czasie na głębokości 152 metrów, utracił w ten sposób siłę nośną utrzymującą go na zadanej głębokości, gdy okręt znajduje się w ruchu. Przestały także działać wewnętrzne systemy komunikacyjne okrętu. O godzinie 11:13 rano przestały działać pompy oleju, w związku z czym okręt utracił ciśnienie w układach hydraulicznych kontrolujących płaszczyzny sterowe. Ster kierunku zaciął się, a załoga utraciła kontrolę nad rufowymi sterami głębokości. Kapitan Wanin wydał wobec tego rozkaz wydmuchania wody z głównych zbiorników balastowych, dzięki czemu udało się podnieść okręt na głębokość 100 metrów. Dzięki powtórzeniu na tej głębokości tej samej procedury z dodatkowym balastem wodnym okręt zdołał wynurzyć się na powierzchnię, co umożliwiło wysłanie zaszyfrowanego sygnału SOS do dowództwa. Wynurzenie nie polepszyło jednak sytuacji okrętu. O godzinie 11:21 pożar rozprzestrzenił się przewodami na wszystkie rufowe przedziały jednostki, a temperatura przekroczyła 1000 °C. Mimo podejmowanych przez załogę wysiłków w celu uratowania okrętu, po pięciu godzinach na powierzchni, niszczona działaniem ognia i temperatury rufa okrętu zaczęła nabierać wody. Kapitan Wanin wydał wobec tego większości załogi rozkaz zgromadzenia się na dziobowej części pokładu oraz na kiosku. Z tego miejsca załoga dostrzegła spływające z zewnętrznego kadłuba płytki powłoki aneochoicznej, niszczone wysoką temperaturą rufowej części okrętu. Stopniowe pogrążanie się okrętu w wodzie zmusiło dowódcę do wydania rozkazu opuszczenia jednostki.

### Akcja ratownicza
Z powodu niskiego stopnia wyszkolenia załogi jedna z dwóch tratw ratunkowych umieszczonych w kiosku została uwolniona do wody o temperaturze bliskiej temperaturze zamarzania z dużym opóźnieniem. Po wydaniu załodze polecenia zajęcia miejsc w tratwach kapitan Wanin powrócił do tonącego okrętu, gdyż kilkoro członków załogi nie usłyszało rozkazu opuszczenia okrętu. Gdy okręt całkowicie zanurzył się z nachyleniem około 80° na rufę, dowódca z czterema oficerami i podoficerami schronił się w znajdującej się w kiosku kapsule ratunkowej. Nim jednak zdołano zamknąć luk kapsuły, do jej wnętrza zaczęła dostawać się woda oraz toksyczne gazy z płonącego wnętrza jednostki (prawdopodobnie tlenek węgla). Gdy w końcu luk kapsuły został zabezpieczony, dały o sobie znać braki w wyszkoleniu załogi okrętu, która w ciemności nie potrafiła odnaleźć spustów uwalniających kapsułę z okrętu. Urządzenie zostało uwolnione, dopiero gdy okręt opadł na głębokość 1600 metrów – 600 metrów poniżej głębokości testowej okrętu, która jest gwarantowana przez konstruktorów i stocznię jako bezpieczna dla jednostki. Uwolnienie kapsuły spowodowało jej automatyczne wynurzenie na powierzchnię morza, jednak w drodze na powierzchnię zgromadzone we wnętrzu toksyczne gazy spowodowały utratę przytomności kapitana Wanina i dwóch innych osób. Po wynurzeniu kapsuły ponownie dały znać o sobie braki w wyszkoleniu. Z powodu nieprzygotowanego otwierania górnego luku kapsuły wewnętrzne ciśnienie w kapsule wyrwało zawiasy luku oraz wyrzuciło z kapsuły do zimnego i wzburzonego morza dwóch podoficerów, zaś zalewające otwarty luk fale zatopiły kapsułę wraz ze znajdującymi się w niej pozbawionymi przytomności dowódcą oraz dwoma pozostałymi członkami załogi.
Krótko po godzinie osiemnastej na miejsce katastrofy przypłynął statek rybacki, który podjął z morza 30 osób. Z 69 zaokrętowanych na K-278 członków załogi zginęło 39 osób.

## Rozgłos
Według ustaleń komisji badającej przyczyny wypadku bezpośrednią przyczyną pożaru były niesprawne czujniki stężenia tlenu, co skutkowało samozapłonem oleju w maszynowni. Niesprawne czujniki nie były wymieniane czy naprawiane, a powszechną praktyką w całej flocie było ich wyłączanie, by nie niepokoiły załogi fałszywymi alarmami. Ponadto znaczna część załogi była skompletowana przypadkowo i niedoświadczona. Mimo sformułowania zarzutów wobec dowódców okrętu i floty nikt nie został ukarany za zaniedbania. Według relacji załogi dowództwo floty po wynurzeniu okrętu na powierzchnię przez kilka godzin celowo opóźniało akcję ratowniczą, grożąc zatopieniem jednostkom cywilnym znajdującym się w pobliżu.

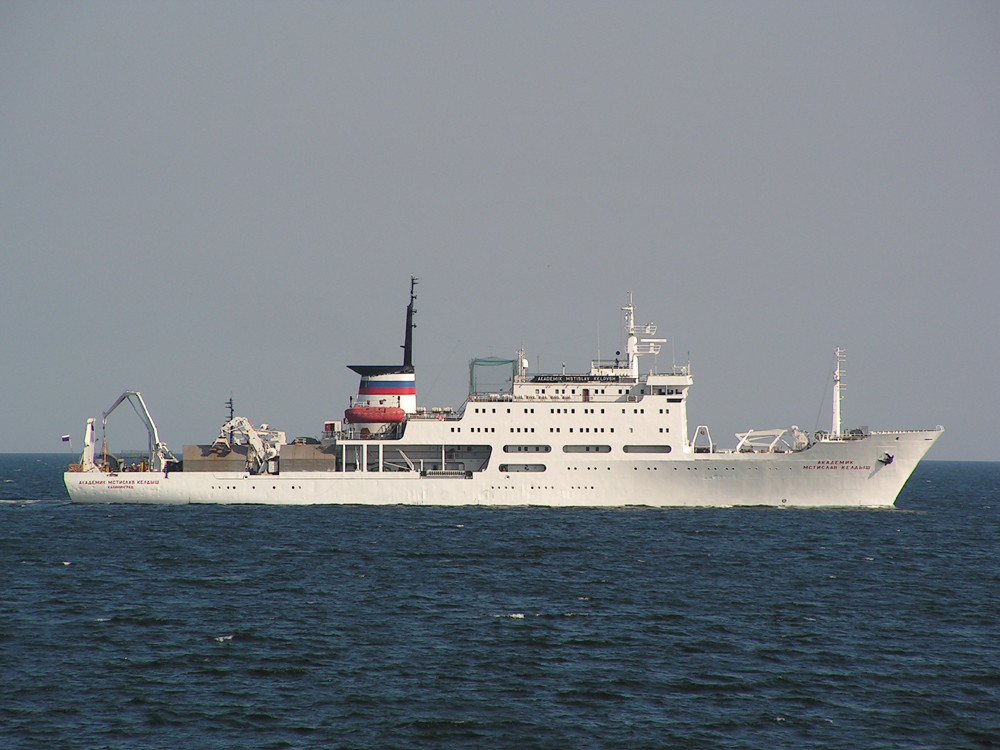
„Akadiemik Mstisław Kiełdysz”

W odróżnieniu od wcześniejszych katastrof radzieckich okrętów podwodnych, katastrofa Komsomolca nie przeszła bez echa. W erze głasnosti informacje o katastrofie okrętu nie mogły zostać ukryte nawet w radzieckich mediach. Dodatkowo operacja ratunkowa w wyłącznej strefie ekonomicznej Norwegii została zauważona przez służby norweskie. Po zatonięciu okrętu Norwegia oświadczyła, że jej samoloty i jednostki nawodne były w stanie dotrzeć do tonącego okrętu około dwóch godzin przed ostatecznym zanurzeniem się jednostki. W ciągu tygodnia o katastrofie zaczęły informować radzieckie gazety „Komsomolskaja prawda” i „Sowietskaja Rosija”, przedstawiając szczegóły operacji ratunkowej z punktu widzenia pilotów samolotów ratowniczych. W ciągu miesiąca żywi i martwi członkowie załogi zostali odznaczeni Orderem Czerwonego Sztandaru, prasa natomiast rozważała przyczyny późnego przybycia sił ratowniczych na miejsce wydarzenia. Dwa miesiące po katastrofie statek oceanograficzny „Akadiemik Mstisław Kiełdysz” za pomocą pojazdu podwodnego Mir odnalazł wrak okrętu na głębokości 1685 metrów.
W 1994 roku władze rosyjskie oświadczyły, że w celu ochrony środowiska naturalnego dziobowa część „Komsomolca”, w której znajdują się torpedy z głowicami jądrowymi, została zabezpieczona specjalnym sarkofagiem. W wyniku naturalnych procesów spoczywający na dnie wrak z pozostającymi w nim zwłokami ludzkimi jest stopniowo pochłaniany przez osady denne.
W 2019 r. Norwegowie poinformowali, że K-278 „Komsomolec” zaczął wydzielać promieniowanie jonizujące.